# 20美元纸币
20美元纸币（$20）是美国货币的种类之一。20美元纸币的图景正面是第7届美国总统安德鲁·杰克逊（Andrew Jackson）的肖像。背面是白宫。
2016年4月20日，美国财政部宣布2020年将发行新设计的20美元纸币，以纪念憲法第十九修正案颁布一百周年。届时，美國廢奴主義者哈莉特·塔布曼（Harriet Tubman）的肖像将取代安德鲁·杰克逊出现在纸币的正面，而成為第一位印在美元纸币上的女性暨非洲裔人物。